# Англо-русское литературное общество
Англо-русское литературное общество (также Англо-российское литературное общество англ. Anglo-Russian Literary Society) — организация в Великобритании в конце XIX-начале XX века, созданная с целью развития англо-русских культурных связей и просвещения англоязычных стран в области русского языка.

## История
Общество было основано в 1893 году Эдвардом Казалетом (англ. Edward Alexander Cazalet) в рамках Императорского института (ныне Институт Содружества) с целями развития изучения русского языка и литературы, создания библиотеки русских книг и периодических изданий и поддержания дружественных отношений между Великобританией и Россией. Первое заседание комитета общества прошло в январе 1893 года; заседания традиционно проводились в аудитории № 6 Императорского института в Южном Кенсингтоне. Казалет (1836—1923), стал первым и единственным президентом общества и пробыл секретарём до 1922 года. В первоначальный состав комитета входили полковник Д. Девис, У. Ф. Махин, Э. Д. Морган, лейтенант-полковник Д. В. Мюррей, Д. Поллен, А. Кинлох. Согласно правилам, допускались выступления как на английском, так и на русском языках.
Членами общества могли быть как британские, так и российские подданные, с самого основания в качестве членов допускались женщины. Вскоре после основания общество насчитывало 50 членов, уже к концу 1893 года их было 200, а к 1897 году — более 500 человек, из них 250 были подданными России или других зарубежных стран.
Ежемесячно проводились лекции, которые публиковались в Трудах общества, выходивших ежеквартально (согласно Н. А. Грищенко, отчёты публиковались три раза в год).
В 1894 году покровителем общества стал Николай II, а в 1897 — и царица Александра Фёдоровна. С английской стороны патронаж осуществляли герцог и герцогиня Саксен-Кобург-Гота и Эдинбурга.
Деятельность общества продолжалась и в те времена, когда отношения между империями были не самыми лучшими (например, во время русско-японской войны 1905 года), во многом благодаря умению Казалета уводить обсуждения от политики. После революции 1917 года общество утеряло многих русских членов; в 1918 году общество отказалось от традиционного политического нейтралитета и осудило перемены в России. Связи были практически потеряны, так, знакомство в периодической печатью происходило через США.
В 1922 году в связи с престарелым возрастом Казалет слагает с себя посты в обществе, и в конце 1922 года общество переехало в Школу славистики (англ. School of Slavonic Studies) Кингс-колледж (ныне Школа по изучению Восточной Европы и славянских культур в Университетском колледже Лондона), туда же была передана библиотека из полутора тысяч томов. Директор Школы, Бернард Пэрс, стал секретарём общества.
В сентябре 1930 года общество было переименовано в «Англо-Русское» (англ. Anglo-Russian Society).
Точная дата прекращения работы общества неизвестна; последние членские взносы были уплачены в 1934 году, а записи в архиве продолжаются до 1936 года. Согласно воспоминаниям Д. Галтона, в начале 1930-х годов на заседание были собраны все старейшие члены, и голосованием было принято решение о ликвидации.

## Значение
Н. А. Грищенко считает общество «предтечей МАПРЯЛ».